# Halina Łaptaś
Helena Halina Łaptaś, coniugata Oszast (Cracovia, 21 dicembre 1926 – 1º dicembre 2014), è stata una cestista polacca.

## Carriera
Con la Polonia ha disputato gli Europei del 1952.